# Beconnummer
Belastingadviseurs en administratiekantoren kunnen zich in Nederland als intermediair bij de belastingdienst inschrijven en ontvangen dan een Beconnummer.

## Doel van de regeling
Met dit nummer kan de intermediair namens zijn klanten gegevens aanleveren bij de belastingdienst, zoals bijvoorbeeld belastingaangiften of bezwaarschriften. Het hebben van een beconnummer geeft verder mogelijkheid om collectief voor alle klanten van het kantoor uitstel aan te vragen voor het indienen van de aangiften of voor het opvragen van gegevens bij de belastingdienst uit de vooraf ingevulde aangifte. Op deze manier wordt de intermediair in de gelegenheid gesteld zijn werkzaamheden over het hele jaar uit te spreiden en efficient uit te voeren.

## Collectieve uitstelregeling
Door collectief uitstel te vragen voor het indienen van de aangifte krijgt de belastingadviseur of het administratiekantoor de verplichting zich te houden aan een inleverschema, waarbij de aangiften uit dit collectieve uitstel verspreid over de periode van het uitstel moeten zijn ingediend. De periode waarop collectief uitstel wordt verkregen is doorgaans 12 maanden.
De belastingdienst heeft zich voor het opleggen van aanslagen of naheffingsaanslagen te houden aan in de wet genoemde termijnen. Een aanslag inkomstenbelasting zal uiterlijk 3 jaar na afloop van het fiscale jaar moeten zijn opgelegd. Deze termijnen worden ook verlengd met de collectief verkregen uitstelperiode.

## Kwaliteitseisen
Becon is een praktische regeling en geeft geen indicatie over de kwaliteit of betrouwbaarheid van de belastingadviseur of het administratiekantoor. In 2017 is de regeling in het nieuws gekomen onder andere in het consumentenprogramma Kassa waarin websites voor het aanvragen van toeslagen aan de kaak werden gesteld. Op basis hiervan is door PvdA kamerlid Henk Nijboer vragen gesteld in de Tweede Kamer.